# Cihan Yılmaz
Cihan Yılmaz (* 15. Juni 1983 in Erbaa) ist ein deutsch-türkischer Fußballspieler.

## Karriere
Cihan Yılmaz startete seine Karriere bei LR Ahlen. Dort spielte er nur eine Saison, genauso lange blieb er auch bei Preußen Münster, Berlin Ankaraspor und SV Wehen Wiesbaden. Der Durchbruch gelang ihm nicht und er wechselte in die Türkei zum Zweitligisten Karşıyaka SK. In Izmir entwickelte er sich zum Stammspieler. 
Zur Saison 2009/10 wechselte er in die Turkcell Süper Lig zu Sivasspor. Nach zweieinhalb Jahren kehrte er im Januar 2012 zu Karşıyaka SK in die Bank Asya 1. Lig zurück.
Im Sommer 2013 wechselte er zum türkischen Drittligisten Göztepe Izmir. Anfang 2015 wurde er von dort an den türkischen Drittligisten İnegölspor ausgeliehen. Zur Saison 2015/16 wechselte Yilmaz zurück zu seinem ehemaligen Club und Regionalligaaufsteiger Rot Weiss Ahlen (ehemals LR Ahlen). Mit dem Verein stieg er nach der Saison 2016/17 in die Oberliga ab.